# Calcinus kurozumii
Calcinus kurozumii is een tienpotigensoort uit de familie van de Diogenidae. De wetenschappelijke naam van de soort is voor het eerst geldig gepubliceerd in 2000 door Asakura & Tachikawa.